# 愛の執念
「愛の執念」（あいのしゅうねん）は、1974年9月25日に発売された八代亜紀の9枚目のシングル。

## 解説
第16回日本レコード大賞において、歌唱賞を受賞した。
前作である「愛ひとすじ」の方がヒットしたため、同年に出場した第25回NHK紅白歌合戦では「愛ひとすじ」が歌唱された。

## 収録曲
- 両楽曲共に、作詞：川内康範／作曲：北原じゅん／編曲：伊藤雪彦

1. 愛の執念（3分18秒）
2. 悲しい夢（3分05秒）